# Schiedeella pandurata
Schiedeella pandurata là một loài thực vật có hoa trong họ Lan. Loài này được (Garay) Espejo & López-Ferr. miêu tả khoa học đầu tiên năm 1997.